# Laupen
Laupen (en francés Loyes) es una comuna y ciudad histórica suiza del cantón de Berna, situada en el distrito administrativo de Berna-Mittelland. Limita al norte con la comuna de Ferenbalm, al este con Mühleberg y Neuenegg, al sur con Bösingen (FR), al oeste con Kriechenwil y Gurmels (FR).
Hasta el 31 de diciembre de 2009 capital del distrito de Laupen.

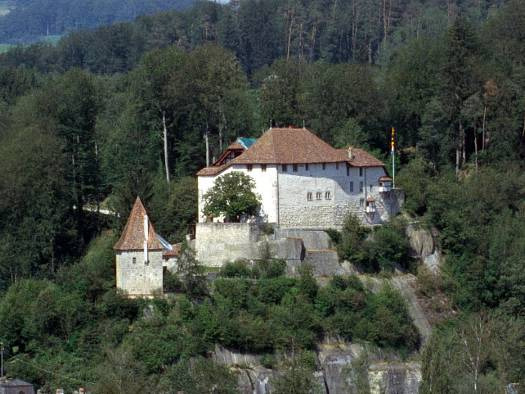
Vista del flanco sur del Castillo de Laupen.